# Brian Idowu
Pour les articles homonymes, voir Idowu.
Brian Oladapo Idowu (en russe : Брайан Оладапо Идову) est un footballeur international nigérian né le 18 mai 1992 à Saint-Pétersbourg (Russie). Il évolue au poste d'arrière latéral.

## Biographie

### En équipe nationale
Le 14 novembre 2017, Brian Idowu fait ses débuts avec l'équipe du Nigeria au Stade de Krasnodar, dans son pays natal, lors d'un match amical face à l'Argentine, en remplaçant Ola Aina au début de la seconde mi-temps, pendant laquelle il marque un but (victoire 4-2)
Depuis ce match, le sélectionneur Gernot Rohr le titularise régulièrement dans la défense nigériane, et le 3 juin 2018, Idowu est retenu dans la liste des 23 Super Eagles pour disputer la Coupe du monde 2018 en Russie.

## Statistiques

### En club
Le tableau ci-dessous récapitule les statistiques de Brian Idowu lors de sa carrière professionnelle en club :
| Saison                | Club                            | Championnat           | Championnat | Championnat | Coupe(s) nationale(s) | Coupe(s) nationale(s) | Compétition(s) continentale(s) | Compétition(s) continentale(s) | Compétition(s) continentale(s) | Total | Total |
| Saison                | Club                            | Division              | M.          | B.          | M.                    | B.                    | Comp.                          | M.                             | B.                             | M.    | B.    |
| 2011-2012             | Amkar Perm                      | D1                    | 1           | 0           | -                     | -                     | -                              | -                              | -                              | 1     | 0     |
| 2012-2013             | Amkar Perm                      | D1                    | -           | -           | 1                     | 0                     | -                              | -                              | -                              | 1     | 0     |
| 2013-2014             | Dinamo Saint-Pétersbourg (prêt) | D2                    | 25          | 1           | 1                     | 0                     | -                              | -                              | -                              | 26    | 1     |
| 2014-2015             | Amkar Perm                      | D1                    | 11          | 0           | 1                     | 0                     | -                              | -                              | -                              | 12    | 0     |
| 2015-2016             | Amkar Perm                      | D1                    | 22          | 0           | 3                     | 1                     | -                              | -                              | -                              | 25    | 1     |
| 2016-2017             | Amkar Perm                      | D1                    | 26          | 1           | 2                     | 0                     | -                              | -                              | -                              | 28    | 1     |
| 2017-2018             | Amkar Perm                      | D1                    | 29          | 0           | 3                     | 1                     | -                              | -                              | -                              | 32    | 1     |
| Sous-total            | Sous-total                      | Sous-total            | 114         | 2           | 11                    | 2                     | -                              | -                              | -                              | 125   | 4     |
| 2018-2019             | Lokomotiv Moscou                | D1                    | 13          | 0           | 4                     | 0                     | C1                             | 3                              | 0                              | 20    | 0     |
| 2019-2020             | Lokomotiv Moscou                | D1                    | 12          | 0           | 2                     | 0                     | C1                             | 4                              | 0                              | 18    | 0     |
| Sous-total            | Sous-total                      | Sous-total            | 25          | 0           | 6                     | 0                     | -                              | 7                              | 0                              | 38    | 0     |
| 2020-2021             | FK Khimki (prêt)                | D1                    | 28          | 3           | 2                     | 0                     | -                              | -                              | -                              | 30    | 3     |
| 2021-2022             | FK Khimki                       | D1                    | 27          | 0           | 1                     | 0                     | -                              | -                              | -                              | 28    | 0     |
| 2022-2023             | FK Khimki                       | D1                    | 11          | 0           | 5                     | 0                     | -                              | -                              | -                              | 16    | 0     |
| Total sur la carrière | Total sur la carrière           | Total sur la carrière | 180         | 5           | 19                    | 2                     | -                              | 7                              | 0                              | 206   | 7     |

### But en équipe nationale
| No | Date             | Stade, ville, pays                    | Adversaire | Résultat | Compétition  |
| -- | ---------------- | ------------------------------------- | ---------- | -------- | ------------ |
| 1  | 14 novembre 2017 | Stade FK Krasnodar, Krasnodar, Russie | Argentine  | V 4-2    | Match amical |

## Palmarès
Lokomotiv Moscou
- Vainqueur de la Coupe de Russie en 2019.
- Vainqueur de la Supercoupe de Russie en 2019.